# Варденбург
Варденбург (нем. Wardenburg) — община в Германии, в земле Нижняя Саксония.
Входит в состав района Ольденбург. Население составляет 15 980 человек (на 31 декабря 2010 года). Занимает площадь 118,66 км².
| 1990   | 1995   | 2000   | 2005   | 2010   |
| ------ | ------ | ------ | ------ | ------ |
| 13 765 | 14 560 | 15 320 | 15 995 | 16 003 |

## Фотографии

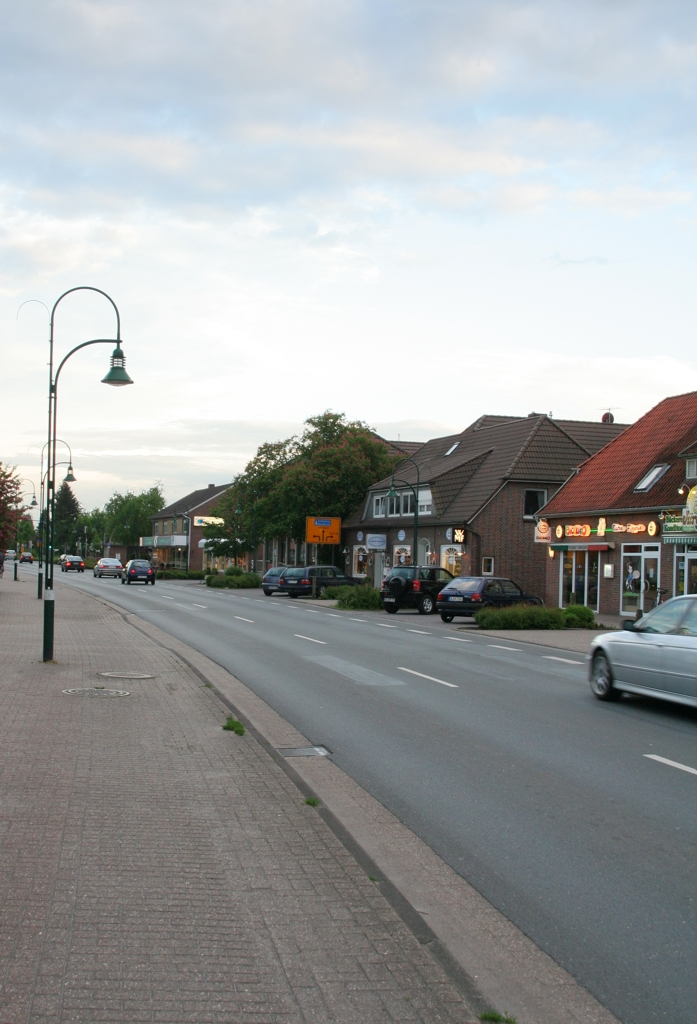
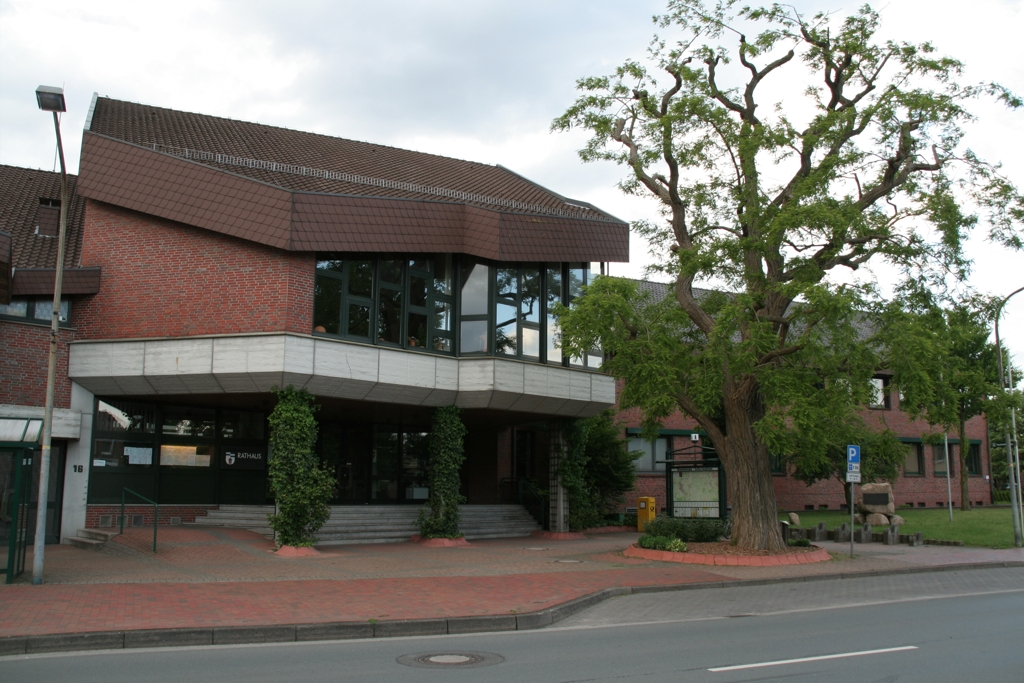
Ратуша
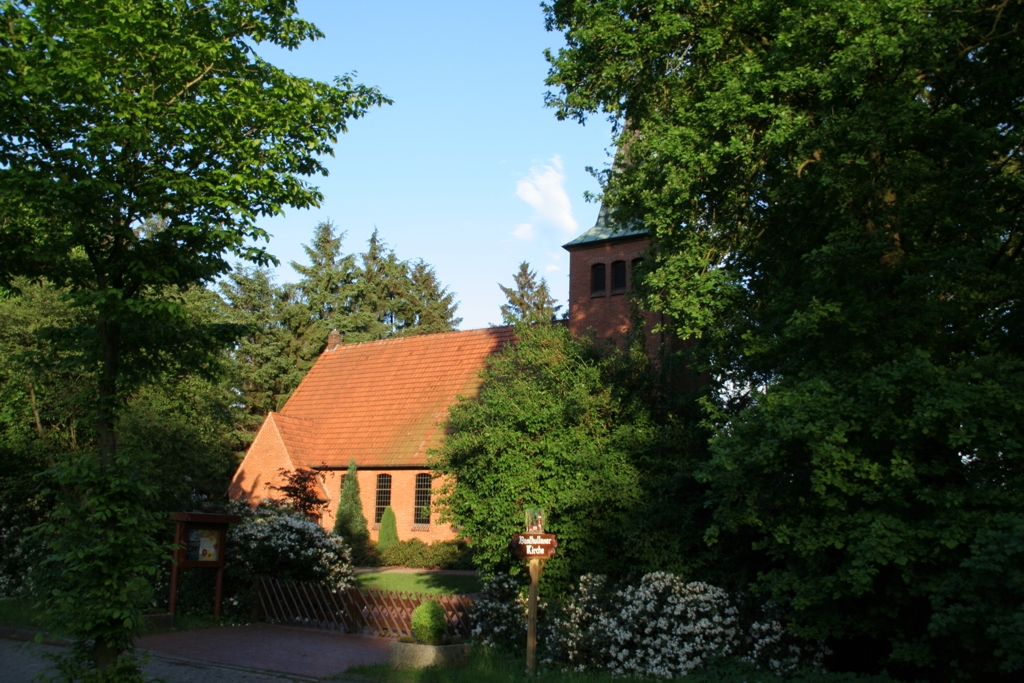
Церковь
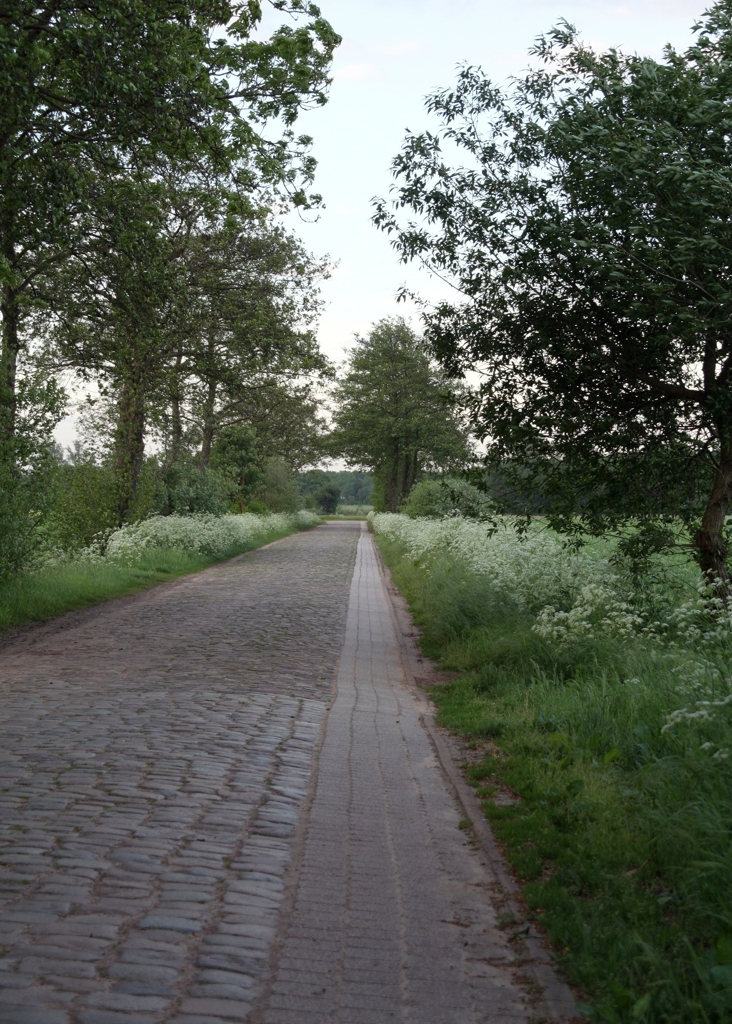